# Rivière Bayonne
Der Rivière Bayonne ist ein linker Nebenfluss des Sankt-Lorenz-Stroms in der Verwaltungsregion Lanaudière der kanadischen Provinz Québec.

## Flusslauf
Der Rivière Bayonne entsteht am Zusammenfluss mehrerer Quellbäche etwa 10 km südlich der am Lac Maskinongé gelegenen Stadt Saint-Gabriel am Fuße der Laurentinischen Berge. Er fließt anfangs in südlicher Richtung nach Saint-Félix-de-Valois und Sainte-Élisabeth. Anschließend wendet er sich nach Osten. Er passiert Sainte-Geneviève-de-Berthier.
Der Rivière Bayonne fließt entlang dem Nordrand von Berthierville und mündet schließlich in den Flussarm Chenal du Nord des Sankt-Lorenz-Stroms oberhalb des Lac Saint-Pierre.
Die Route 345 folgt zwischen Saint-Félix-de-Valois und Sainte-Geneviève-de-Berthier dem Flusslauf.

## Namensgebung
Der Fluss durchfließt die frühere Seigneurie Berthierville. Diese wurde 1718 Pierre de Lestage (1682–1743) übertragen. Dessen Geburtsort, Bayonne in Südwest-Frankreich, war Namensgeber des Rivière Bayonne.

## Gedeckte Brücken
Die gedeckte Brücke Pont Grandchamp überspannt im Gemeindegebiet von Sainte-Geneviève-de-Berthier den Fluss.